# Cihelna (Kladruby nad Labem)
Cihelna u Kladrub nad Labem je samota nalézající se asi 0,7 km jihovýchodně od centra obce Kladruby nad Labem při účelové komunikaci spojující osadu Semínská Vrata se stájemi Josefov. Administrativně jsou zde registrovány 3 adresy.

## Galerie

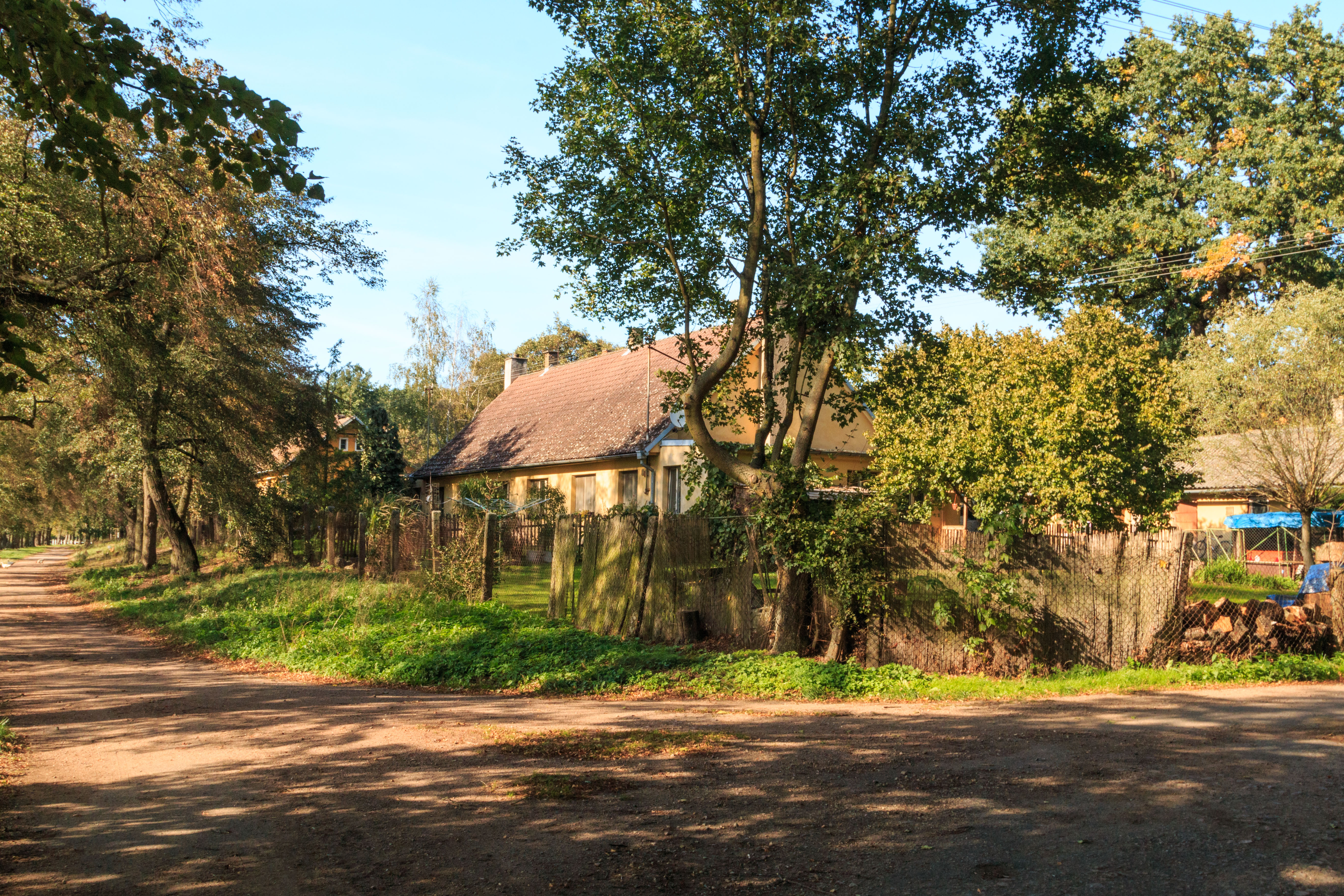
Samota Cihelna u Kladrub nad Labem
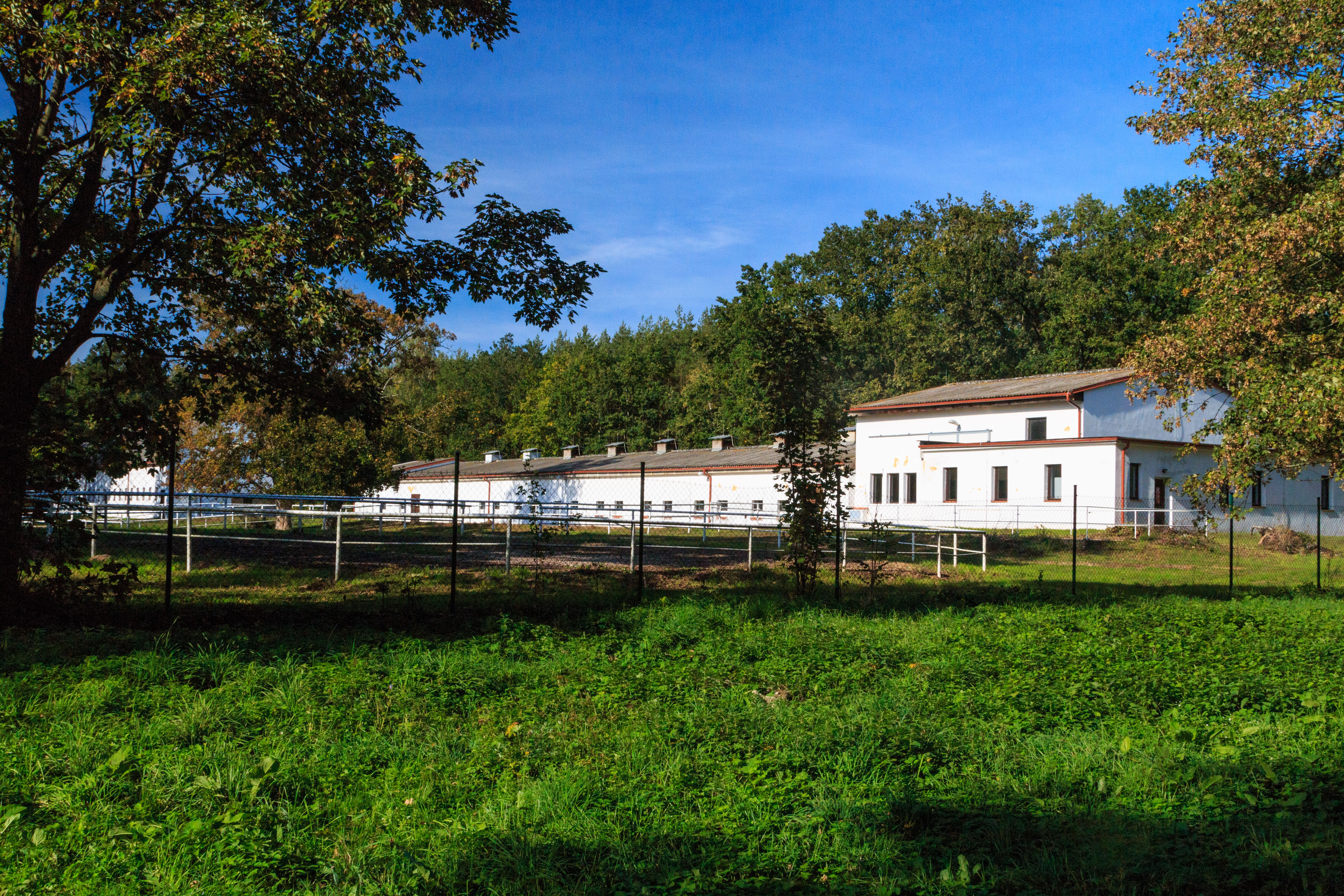
Samota Cihelna u Kladrub nad Labem - stáje
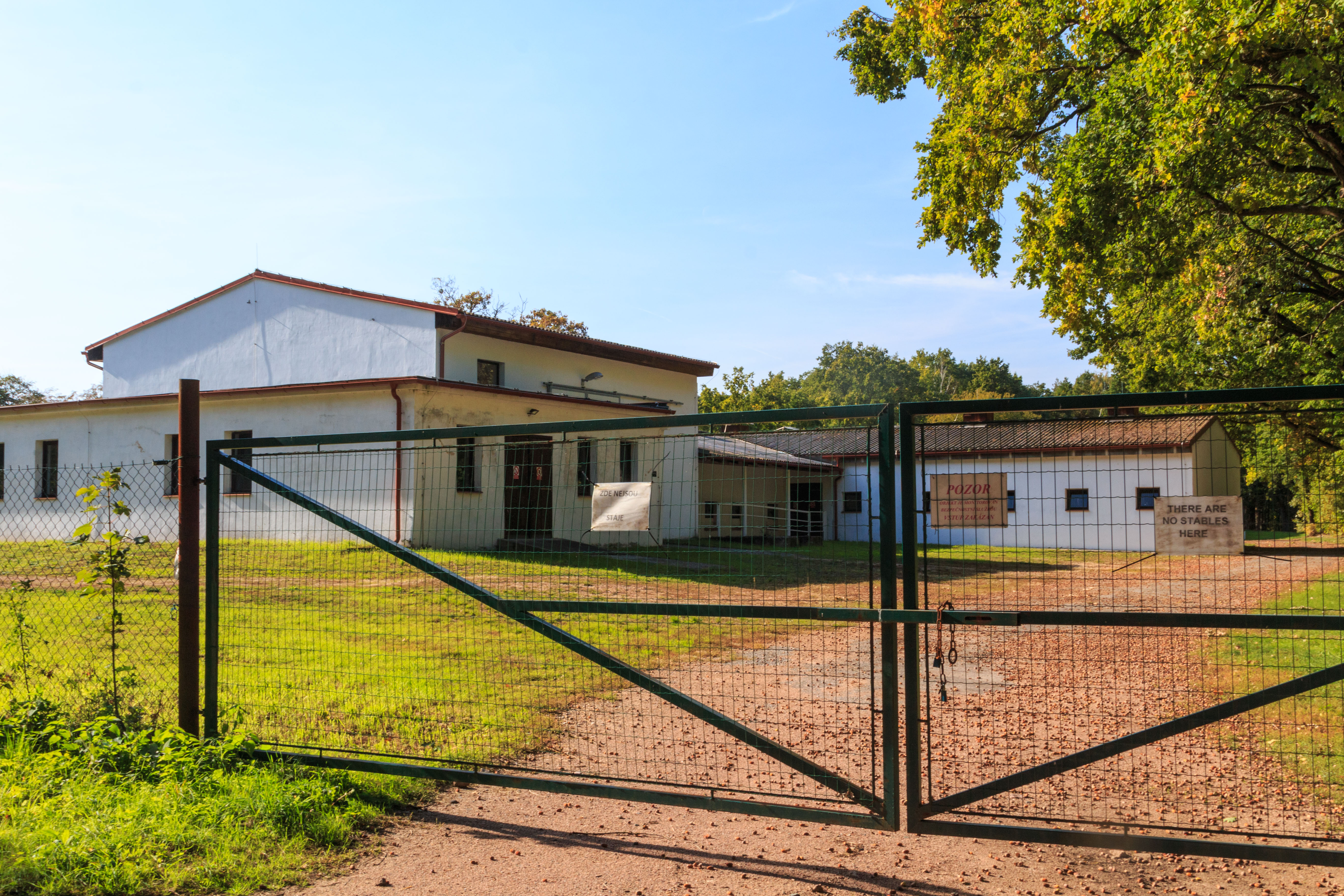
Samota Cihelna u Kladrub nad Labem - stáje